# 施泰默尔
施泰默尔是德国莱茵兰-普法尔茨州的一个市镇。总面积5.59平方公里，总人口1249人，其中男性645人，女性604人（2011年12月31日），人口密度223人/平方公里。